# Economía de Tanzania
 El país prácticamente concluyó su transición para una economía de mercado liberalizada, aunque el gobierno mantenga presencia en sectores como telecomunicaciones, bancario, energía y minería.
La economía es muy dependiente de la agricultura, responsable por 1/4 del producto interno bruto, por el empleo de aproximadamente 80% de la mano de obra y por aproximadamente 85% de las exportaciones.
La industria del país ocupa principalmente del procesado de los productos agrícolas del país y algunos bienes de consumo. El Banco Mundial y donadores internacionales han aportado dinero para rehabilitar las obsoletas infraestructuras y aliviar la pobreza. Debido a la ayuda internacional y sólidas políticas económicas, el crecimiento se mantuvo a pesar de la recesión mundial.

## Comercio exterior
En 2021, el país fue el 98° exportador más grande del mundo (US $ 8,3 mil millones). En términos de importaciones, en 2019 fue el 95.º mayor importador del mundo: 9900 millones de dólares.

## Sector primario

### Agricultura
Tanzania produjo en 2018:
- 5,9 millones de toneladas de maíz;
- 5 millones de toneladas de mandioca (12º productor mundial);
- 3,8 millones de toneladas de batata (cuarto productor mundial, solo por detrás de China, Malawi y Nigeria);
- 3,4 millones de toneladas de banano (décimo productor mundial, decimotercero sumando la producción de "plantain");
- 3 millones de toneladas de arroz;
- 3 millones de toneladas de caña de azúcar;
- 1,7 millones de toneladas de patata;
- 1,2 millones de toneladas de frijoles (sexto productor mundial);
- 940 mil toneladas de maní (séptimo productor mundial);
- 930 mil toneladas de girasol (duodécimo productor mundial);
- 808 mil toneladas de sorgo;
- 561 mil toneladas de sésamo (quinto mayor productor del mundo, solo superado por Sudán, Myanmar, India y Nigeria);
- 546 mil toneladas de coco (undécimo productor mundial);
- 454 mil toneladas de mango (incluido mangostán y guayaba);
- 389 mil toneladas de piña;
- 373 mil toneladas de naranja;
- 356 mil toneladas de tomate;
- 238 mil toneladas de algodón;
- 171 mil toneladas de anacardo (sexto productor mundial);

Además de las menores producciones de otros productos agrícolas, como tabaco (107 mil toneladas, octavo productor mundial), café (55 mil toneladas), té (36 mil toneladas) y sisal (33 mil toneladas). Productos como el algodón, los anacardos, el tabaco, el café y el té son "cash crops", productos de alto valor de exportación.

### Ganadería
En ganadería, Tanzania produjo, en 2019: 30,9 mil toneladas de miel (decimotercer productor mundial), 479 mil toneladas de carne de vacuno, 79 mil toneladas de carne de pollo, 42 mil toneladas de carne de cabra, 27 mil toneladas de carne de cordero, 2,4 mil millones de litros de leche de vaca, 214 millones de litros de  leche de cabra, entre otros.

## Sector secundario

### Industria
El Banco Mundial enumera los principales países productores cada año, según el valor total de la producción. Según la lista de 2019, Tanzania tenía la 93a industria más valiosa del mundo ($ 4 mil millones).
En 2018, el país fue el undécimo productor mundial de aceite de girasol (264 mil toneladas) y el decimoquinto productor mundial de aceite de coco (13,2 mil toneladas).

### Energía
En energías no renovables, en 2020, el país no produjo petróleo. En 2011, el país consumió 43,3 mil barriles / día (103 ° consumidor más grande del mundo) En 2015, Tanzania era el 65º productor mundial de gas natural, 1100 millones de m³ al año, y consumía muy poco. El país produjo algo de carbón en 2012.
En energías renovables, en 2020, Tanzania no produjo ni energía eólica ni energía solar.
En 2013, el 49,7% de la generación de electricidad de Tanzania provino de gas natural, el 28,9% de fuentes hidroeléctricas, el 20,4% de fuentes térmicas y el 1,0% de fuera del país.

### Minería
En 2019, el país fue el décimo octavo productor mundial de grafito.
En la producción de oro, en 2017 el país produjo 43,5 toneladas.
La minería contribuyó con el 3,3 por ciento del PIB en 2013. La gran mayoría de los ingresos por exportaciones de minerales del país provienen del oro, lo que representó el 89% del valor de estas exportaciones en 2013. También exporta cantidades considerables de gemas, incluidos diamantes y tanzanita. El país es uno de los mayores productores mundiales de espinela, zafiro, circón y rubí. Toda la producción de carbón de Tanzania, que ascendió a 106.000 toneladas en 2012, se utiliza en el país. Otros minerales explorados en Tanzania incluyen: puzolana, sal, yeso, caolinita, plata, cobre, fosfato, estaño y bauxita. En octubre de 2012 se descubrieron reservas de níquel de 290.000 toneladas.

## Sector terciario

### Turismo
En 2017, Tanzania recibió 1,2 millones de turistas internacionales. Los ingresos por turismo en 2004 fueron de $ 2.2 mil millones.